# Ministri della difesa dell'Albania
Il presente elenco raccoglie tutti i nomi dei titolari del ministero della difesa dell'Albania, dalla costituzione del dicastero nel 1912.

## Lista

### Albania indipendente (1912-1914)
| Ministro                                | Ministro                                | Ministro                                | Partito                                 | Primo Ministro                          | Mandato         | Mandato         |
| Ministro                                | Ministro                                | Ministro                                | Partito                                 | Primo Ministro                          | Inizio          | Fine            |
| Guerra                                  | Guerra                                  | Guerra                                  | Guerra                                  | Guerra                                  | Guerra          | Guerra          |
| --------------------------------------- | --------------------------------------- | --------------------------------------- | --------------------------------------- | --------------------------------------- | --------------- | --------------- |
|                                         |                                         | Mehmet Deralla (1843-1918)              | Indipendente                            | Qemali                                  | 4 dicembre 1912 | 22 gennaio 1914 |
| Commissione Internazionale di Controllo | Commissione Internazionale di Controllo | Commissione Internazionale di Controllo | Commissione Internazionale di Controllo | Commissione Internazionale di Controllo | 22 gennaio 1914 | 14 marzo 1914   |

### Principato d'Albania (1914-1925)
| Ministro                             | Ministro                             | Ministro                             | Partito                              | Primo Ministro                       | Mandato          | Mandato          |
| Ministro                             | Ministro                             | Ministro                             | Partito                              | Primo Ministro                       | Inizio           | Fine             |
| Guerra                               | Guerra                               | Guerra                               | Guerra                               | Guerra                               | Guerra           | Guerra           |
| ------------------------------------ | ------------------------------------ | ------------------------------------ | ------------------------------------ | ------------------------------------ | ---------------- | ---------------- |
|                                      |                                      | Essad Pascià Toptani (1863-1920)     | Indipendente                         | Përmeti I                            | 14 marzo 1914    | 28 maggio 1914   |
| vacante                              | vacante                              | vacante                              | vacante                              | Përmeti II                           | 28 maggio 1914   | agosto 1914      |
|                                      |                                      | Kara Seit Pasha (?-?)                | Indipendente                         | Përmeti II                           | agosto 1914      | 5 ottobre 1914   |
|                                      |                                      | Isuf Dibra (?-1927)                  | Indipendente                         | Toptani                              | 5 ottobre 1914   | 27 gennaio 1916  |
| Occupazione austro-ungarica/italiana | Occupazione austro-ungarica/italiana | Occupazione austro-ungarica/italiana | Occupazione austro-ungarica/italiana | Occupazione austro-ungarica/italiana | febbraio 1916    | novembre 1918    |
| vacante                              | vacante                              | vacante                              | vacante                              | Përmeti III                          | 25 dicembre 1918 | 29 gennaio 1920  |
|                                      |                                      | Ali Riza Kolonja (1880-1930)         | Indipendente                         | Delvina                              | 30 gennaio 1920  | 14 novembre 1920 |
|                                      |                                      | Selahudin Shkoza (1867-1930)         | Indipendente                         | Vrioni I                             | 15 novembre 1920 | 1º luglio 1921   |
| Vrioni II                            | 11 luglio 1921                       | Selahudin Shkoza (1867-1930)         | Indipendente                         | 16 ottobre 1921                      |                  |                  |
|                                      |                                      | Isuf Gjinali (1874-1930)             | Indipendente                         | Evangjeli                            | 16 ottobre 1921  | 6 dicembre 1921  |
|                                      |                                      | Zija Dibra (1890-1925)               | Indipendente                         | Koculi                               | 6 dicembre 1921  | 6 dicembre 1921  |
| Prishtina                            | 7 dicembre 1921                      | Zija Dibra (1890-1925)               | Indipendente                         | 12 dicembre 1921                     |                  |                  |
|                                      |                                      | Shefki Kosturi (1878-1925)           | Indipendente                         | Kosturi                              | 12 dicembre 1921 | 24 dicembre 1921 |
|                                      |                                      | Ismail Haki Tatzati (1878-1945)      | Indipendente                         | Ypi                                  | 24 dicembre 1921 | 2 dicembre 1922  |
| Zogu                                 | 2 dicembre 1922                      | Ismail Haki Tatzati (1878-1945)      | Indipendente                         | 19 agosto 1923                       |                  |                  |
| Zogu                                 |                                      |                                      | Mustafa Aranitasi (1872-1961)        | Indipendente                         | 19 agosto 1923   | 3 marzo 1924     |
| vacante                              | vacante                              | vacante                              | vacante                              | Vërlaci                              | 3 marzo 1924     | 30 maggio 1924   |
|                                      |                                      | Mustafa Aranitasi (1872-1961)        | Indipendente                         | Vrioni III                           | 30 maggio 1924   | 16 giugno 1924   |
|                                      |                                      | Kasem Qafëzezi (1881-1931)           | Indipendente                         | Noli                                 | 16 giugno 1924   | 6 gennaio 1925   |

### Repubblica Popolare Socialista d'Albania (1944-1991)
| Ministro        | Ministro          | Ministro                  | Partito                      | Primo Ministro               | Mandato          | Mandato          |
| Ministro        | Ministro          | Ministro                  | Partito                      | Primo Ministro               | Inizio           | Fine             |
| Difesa popolare | Difesa popolare   | Difesa popolare           | Difesa popolare              | Difesa popolare              | Difesa popolare  | Difesa popolare  |
| --------------- | ----------------- | ------------------------- | ---------------------------- | ---------------------------- | ---------------- | ---------------- |
|                 |                   | Enver Hoxha (1908-1985)   | Partito del Lavoro d'Albania | Hoxha I                      | 23 ottobre 1944  | 22 marzo 1946    |
| Hoxha II        | 22 marzo 1946     | Enver Hoxha (1908-1985)   | Partito del Lavoro d'Albania | 23 novembre 1948             |                  |                  |
| Hoxha III       | 23 novembre 1948  | Enver Hoxha (1908-1985)   | Partito del Lavoro d'Albania | 5 luglio 1950                |                  |                  |
| Hoxha IV        | 5 luglio 1950     | Enver Hoxha (1908-1985)   | Partito del Lavoro d'Albania | 1º agosto 1953               |                  |                  |
|                 |                   | Beqir Balluku (1917-1975) | Partito del Lavoro d'Albania | Hoxha V                      | 1º agosto 1953   | 19 luglio 1954   |
| Shehu I         | 19 luglio 1954    | Beqir Balluku (1917-1975) | Partito del Lavoro d'Albania | 21 giugno 1958               |                  |                  |
| Shehu II        | 22 giugno 1958    | Beqir Balluku (1917-1975) | Partito del Lavoro d'Albania | 17 luglio 1962               |                  |                  |
| Shehu III       | 17 luglio 1962    | Beqir Balluku (1917-1975) | Partito del Lavoro d'Albania | 14 settembre 1966            |                  |                  |
| Shehu IV        | 14 settembre 1966 | Beqir Balluku (1917-1975) | Partito del Lavoro d'Albania | 19 novembre 1970             |                  |                  |
| Shehu V         | 19 novembre 1970  | Beqir Balluku (1917-1975) | Partito del Lavoro d'Albania | 28 ottobre 1974              |                  |                  |
|                 |                   | Mehmet Shehu (1913-1981)  | Partito del Lavoro d'Albania | Shehu VI                     | 28 ottobre 1974  | 27 dicembre 1978 |
| Shehu VII       | 27 dicembre 1978  | Mehmet Shehu (1913-1981)  | Partito del Lavoro d'Albania | 17 dicembre 1981 †           |                  |                  |
| Shehu VII       | vacante           | vacante                   | vacante                      | vacante                      | 17 dicembre 1981 | 15 gennaio 1982  |
|                 |                   | Kadri Hazbiu (1922-1983)  | Partito del Lavoro d'Albania | Çarçani I                    | 15 gennaio 1982  | 10 ottobre 1982  |
|                 |                   | Prokop Murra (1921-2005)  | Partito del Lavoro d'Albania | Çarçani I                    | 10 ottobre 1982  | 23 novembre 1982 |
| Çarçani II      | 23 novembre 1982  | Prokop Murra (1921-2005)  | Partito del Lavoro d'Albania | 20 febbraio 1987             |                  |                  |
| Çarçani III     | 20 febbraio 1987  | Prokop Murra (1921-2005)  | Partito del Lavoro d'Albania | 7 luglio 1990                |                  |                  |
| Çarçani III     |                   |                           | Kiço Mustaqi (1938-2019)     | Partito del Lavoro d'Albania | 8 luglio 1990    | 22 febbraio 1991 |
| Nano I          | 22 febbraio 1991  | 10 maggio 1991            | Kiço Mustaqi (1938-2019)     | Partito del Lavoro d'Albania |                  |                  |

### Repubblica d'Albania (1991-presente)
| Ministro        | Ministro          | Ministro                   | Partito                                 | Primo Ministro               | Mandato           | Mandato           |
| Ministro        | Ministro          | Ministro                   | Partito                                 | Primo Ministro               | Inizio            | Fine              |
| Difesa popolare | Difesa popolare   | Difesa popolare            | Difesa popolare                         | Difesa popolare              | Difesa popolare   | Difesa popolare   |
| --------------- | ----------------- | -------------------------- | --------------------------------------- | ---------------------------- | ----------------- | ----------------- |
|                 |                   | Ndriçim Karakaçi (1950)    | Partito del Lavoro d'Albania            | Nano II                      | 11 maggio 1991    | 11 giugno 1991    |
| Difesa          |                   |                            |                                         |                              |                   |                   |
|                 |                   | Perikli Teta (1941-2007)   | Partito Democratico d'Albania           | Bufi                         | 11 giugno 1991    | 18 dicembre 1991  |
|                 |                   | Alfred Moisiu (1929)       | Partito Democratico d'Albania           | Ahmeti                       | 18 dicembre 1991  | 13 aprile 1992    |
|                 |                   | Safet Xhulali (1944-2002)  | Partito Democratico d'Albania           | Meksi I                      | 13 aprile 1992    | 11 luglio 1996    |
| Meksi II        | 11 luglio 1996    | Safet Xhulali (1944-2002)  | Partito Democratico d'Albania           | 13 marzo 1997                |                   |                   |
|                 |                   | Shaqir Vukaj (1942)        | Partito Socialista d'Albania            | Fino                         | 13 marzo 1997     | 25 luglio 1997    |
|                 |                   | Sabit Brokaj (1942-2020)   | Partito Socialista d'Albania            | Nano III                     | 25 luglio 1997    | 23 aprile 1998    |
|                 |                   | Luan Hajdaraga (1948-2018) | Partito Socialista d'Albania            | Nano III                     | 24 aprile 1998    | 2 ottobre 1998    |
| Majko I         | 2 ottobre 1998    | Luan Hajdaraga (1948-2018) | Partito Socialista d'Albania            | 28 novembre 1999             |                   |                   |
| Meta I          | 28 novembre 1999  | Luan Hajdaraga (1948-2018) | Partito Socialista d'Albania            | 8 luglio 2000                |                   |                   |
| Meta I          |                   |                            | Ilir Gjoni (1962)                       | Partito Socialista d'Albania | 8 luglio 2000     | 9 novembre 2000   |
| Meta I          |                   |                            | Ismail Lleshi (1947)                    | Partito Socialista d'Albania | 9 novembre 2000   | 6 settembre 2001  |
|                 |                   | Pandeli Majko (1967)       | Partito Socialista d'Albania            | Meta II                      | 6 settembre 2001  | 22 febbraio 2002  |
|                 |                   | Luan Rama (1952)           | Movimento Socialista per l'Integrazione | Majko II                     | 22 febbraio 2002  | 29 luglio 2002    |
|                 |                   | Pandeli Majko (1967)       | Partito Socialista d'Albania            | Nano IV                      | 29 luglio 2002    | 11 settembre 2005 |
|                 |                   | Fatmir Mediu (1967)        | Partito Repubblicano d'Albania          | Berisha I                    | 11 settembre 2005 | 21 marzo 2008     |
|                 |                   | Gazmend Oketa (1968)       | Partito Democratico d'Albania           | Berisha I                    | 28 marzo 2008     | 16 settembre 2009 |
|                 |                   | Arben Imami (1958)         | Partito Democratico d'Albania           | Berisha II                   | 16 settembre 2009 | 11 settembre 2013 |
|                 |                   | Mimi Kodheli (1964)        | Partito Socialista d'Albania            | Rama I                       | 11 settembre 2013 | 13 settembre 2017 |
|                 |                   | Olta Xhaçka (1979)         | Partito Socialista d'Albania            | Rama II                      | 13 settembre 2017 | 31 dicembre 2020  |
|                 |                   | Niko Peleshi (1970)        | Partito Socialista d'Albania            | Rama II                      | 4 gennaio 2021    | 18 settembre 2021 |
| Rama III        | 18 settembre 2021 | Niko Peleshi (1970)        | Partito Socialista d'Albania            | 30 luglio 2024               |                   |                   |
| Rama III        |                   |                            | Pirro Vengu (1986)                      | Indipendente                 | 30 luglio 2024    | in carica         |

### Esplicative
1. ↑  Ricopre anche la carica di Ministro degli affari interni fino all'8 maggio 1914.
2. ↑  Difesa nazionale fino al 5 luglio 1950.
3. ↑  Ricopre anche le cariche di Primo ministro e, dal 9 febbraio 1946, di Ministro degli affari esteri
4. ↑  Ricopre anche la carica di Vice primo ministro dal 6  giugno 1955.
5. ↑  Ricopre anche la carica di Primo ministro.

### Bibliografiche
1. ↑   admin, Kryetarët e Qeverisë Shqiptare *, su ShtetiWeb, 24 agosto 2012. URL consultato il 25 gennaio 2024.
2. ↑   kryeministria.al,  https://kryeministria.al/historia/. URL consultato il 25 gennaio 2024.